# Halmazati büntetés
A halmazati büntetés a büntetőjogban azt jelenti, hogy bűnhalmazat megállapítása esetén halmazati büntetést kell kiszabnia a bíróságnak. A halmazati büntetés kiszabására akkor nyílik mód, ha az elkövető által megvalósított több bűncselekményt a bíróság egy eljárásban bírálja el.

## A hatályos szabályozás Magyarországon
A halmazati büntetés kiszabásának szabályait a Büntető Törvénykönyv részletesen meghatározza.
Bűnhalmazat esetén egy büntetést kell kiszabni.
A halmazati büntetést a bűnhalmazatban lévő bűncselekményekre megállapított büntetési nemek, illetve büntetési tételek közül a legsúlyosabbnak az alapulvételével kell kiszabni.
Ha a bűnhalmazatban lévő bűncselekmények közül legalább kettő határozott ideig tartó szabadságvesztéssel büntetendő, a büntetési tétel felső határa a legmagasabb büntetési tétel felével emelkedik, de nem érheti el az egyes bűncselekményekre megállapított büntetési tételek felső határának együttes tartamát.
Ha a bűnhalmazatban levő bűncselekmények közül legalább három különböző időpontokban elkövetett befejezett személy elleni erőszakos bűncselekmény, a (2) bekezdés szerinti büntetési tétel felső határa a kétszeresére emelkedik. Ha a büntetési tétel így felemelt felső határa a 20 évet meghaladná, vagy a bűnhalmazatban lévő bűncselekmények bármelyike életfogytig tartó szabadságvesztéssel is büntethető, az elkövetővel szemben életfogytig tartó szabadságvesztést kell kiszabni. Ha azonban e törvény Általános Része lehetővé teszi, a büntetés korlátlanul enyhíthető. Ezt a rendelkezést az Alkotmánybíróság megsemmisítette.
A mellékbüntetés halmazati büntetés esetében sem haladhatja meg a törvényben meghatározott legmagasabb mértéket, illetve tartamot.

## A halmazati büntetés kiszabásának elvei
- kumuláció (összeadás)
- mérsékelt kumuláció
- abszorpció
- aszperáció

## Viszonya az összbüntetéshez
Bármennyire is célszerűnek látszik is, hogy valamennyi bűncselekmény   egy eljárásban  kerüljön elbírálásra, ez nem mindig lehetséges. Előfordul  például, hogy  csak a jogerős ítélet meghozatala után derül ki, hogy az elkövető másik bűncselekményt is elkövetett, esetleg több bíróságon is folyik ellene büntető eljárás.
A külön ítéletekkel kiszabott büntetéseket utóbb összbüntetésbe kell foglalni.